# Isla Gay
La isla Gay (Gay Island) es una de las muchas islas árticas canadienses deshabitadas en la región de Qikiqtaaluk, Nunavut. Es una isla cercana a la costa de la isla de Baffin ubicada en la bahía de Frobisher, al sureste de Iqaluit.
La isla Gay se encuentra al sur-sureste de la isla Culbertson. Otras islas en las inmediaciones incluyen la isla Brook, la isla Brigus, la isla Falk, la isla Peak y la isla Smith. La zona horaria de la isla Gay es UTC-4.